# Teluk Panji III
Teluk Panji III is een bestuurslaag in het regentschap Labuhan Batu Selatan van de provincie Noord-Sumatra, Indonesië. Teluk Panji III telt 1291 inwoners (volkstelling 2010).